# Bachdjarah-Tennis (metropolitana di Algeri)
Bachdjarah-Tennis è una stazione della linea 1 della metropolitana di Algeri, situata nel comune di Bachdjerrah.
La stazione si trova tra i quartieri di Maarifa Mohamed Lazhar e Bachdjarah 3 nell'omonimo comune, vicino al Tennis Club Bachdjerrah.

## Storia
La stazione fa parte dell'estensione B della linea 1 della metropolitana di Algeri, inaugurata il 4 luglio 2015. Durante la costruzione dell'estensione della linea, il più grande club di tennis di Algeri e i suoi 16 campi, situati a meno di 200 metri dalla stazione, sono stati tagliati a metà per scavare una trincea tra il 2009 e il 2011 prima di essere ricostruiti.

## Strutture e impianti
È una stazione sotterranea a 4 binari, due per ogni senso di marcia, serviti da due banchine laterali per ciascun lato.

## Servizi
Le cinque uscite della stazione si trovano su entrambi i lati della strada che separa i due quartieri sopra citati. L'uscita 1 si apre sul viale principale che separa le città di Bachdjerrah e Bourouba. La stazione è dotata di ascensori per le persone a mobilità ridotta.

## Interscambi
- Bus ETUSA, linee 18, 66, 73, 80, 105, 174 e 698.[3]